# Winckelmann-Medaille (Stendal)
Die Winckelmann-Medaille wird seit 1960 von der Stadt Stendal verliehen.
Seit 1960 verleiht die Stadt Stendal die Winckelmann-Medaille an Personen, die sich um die Winckelmann-Forschung oder um die Pflege des Andenkens des Begründers der modernen Archäologie verdient gemacht haben. Die Vorschläge zur Verleihung erfolgen vom Kuratorium der Winckelmann-Gesellschaft. Die Medaille wurde von Gerhard Richter, dem Gründungsdirektor des Winckelmann-Museums, gestaltet und orientiert sich an der 1929 gestifteten Winckelmann-Medaille des Deutschen Archäologischen Instituts, die von Edwin Scharff entworfen wurde. Auf der Vorderseite ist die Büste Winckelmanns im Profil zu sehen. Schon zu Zeiten der DDR war der Preis vergleichsweise international, wenn auch vor allem Personen aus Stendal und dem Umland bedacht wurden, da dort das Andenken an den Sohn der Stadt besonders ausgeprägt ist. Unter den ausländischen Preisträgern finden sich vor allem Italiener, so 1965 Cesare Pagnini, der 1963 die Akten zum Mord an Winckelmann wiederentdeckt hatte.

## Liste der Preisträger
- 1960 Walther Rehm, Arthur Schulz
- 1961 Henning Ruppert, Gerhard Richter, Ernst Rothenbücher, Stadtrat Herbert Hoffmann, der Kommandant der sowjetischen Streitkräfte in Stendal
- 1962 Karl Hohmann
- 1963 Heinrich Alexander Stoll
- 1964 Ludger Alscher
- 1965  Avv. Cesare Pagnini
- 1966 Werner Hartke
- 1967 Conte Rosseti de Scander, Johannes Irmscher
- 1968 Lukas Marcello Spaceni
- 1969 Walter Senff
- 1970 Hans-Joachim Mrusek
- 1971 Helmut Holtzhauer
- 1972 Johanna Rudolph
- 1973 Martin-Luther-Universität Halle-Wittenberg
- 1974 Johannes Jahn
- 1975 Ingenieurschule für Zierpflanzenzucht Bannewitz
- 1976 Tadeusz Namowicz
- 1977 Max Kunze
- 1978 Hugo Rokyta
- 1979 Alfred Jericke
- 1980 Horst Rüdiger
- 1981 Theater der Altmark
- 1982 Joachim Herrmann
- 1983 Wolfgang Richter
- 1984 Hans-Lothar Kölling
- 1985 Irene Hussar, Denis M. Sweet Lewiston
- 1986 Helmut Wilsdorf
- 1987 Gerhard Zinserling, Bürgermeister Henning Knaack
- 1988 Jürgen Dummer, Jutta Hecker
- 1989 Hellmut Sichtermann
- 1990 Gotthard Führsorge
- 1991 Èduoard Pommier
- 1992 Pfarrer Karl-Heinz Schroedter
- 1993 Maria Fancelli
- 1994 Bernard Andreae
- 1995 Max Baeumer
- 1996 Adolf Borbein
- 1997 Freiherr Victor von Finck
- 1998 Volker Riedel
- 1999 Arne Effenberger
- 2000 keine Vergabe
- 2001 Christoph Helm
- 2002 Wolfgang von Wangenheim
- 2003 Markus Käfer
- 2004 Franz Rutzen
- 2005 Hans-Jürgen Kaschade
- 2006 Hans Volker Feldmann
- 2007 Konstantin Lappo-Danilewskij
- 2008 Stephanie-Gerrit Bruer
- 2009 Carlo Gasparri
- 2010 Detlef Rößler
- 2011 Jorge Maier Allende
- 2012 Francesco Farina
- 2013 Henning Wrede
- 2014 Manfred Urban
- 2015 Fabrizio Cambi
- 2016 Axel Rügler
- 2017 Eric M. Moormann
- 2018 Anke Bollmann
- 2019 Michele Cometa
- 2020 Arnold Nesselrath
- 2021 Eva Hofstetter
- 2022 Ralf-Torsten Speler
- 2023 Klaus Schmotz
- 2024 Ingo Pfeifer